# Libro de los juegos

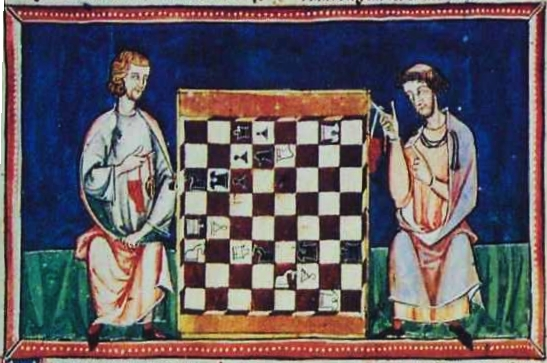
Ukázka iluminace z Knihy her

Libro de los Juegos (Kniha her) je první čistě západoevropské knižní dílo, které pojednává o šachu. Bylo dokončeno roku 1283  a je známo také jako Alfonský rukopis, ačkoliv kastilský král Alfons X. Moudrý, s jehož jménem je kniha spjata, k ní napsal zřejmě jenom předmluvu. Plný název manuskriptu zní Juegos diversos de Axedrex, dados y tablas con sus explicaciones, ordenados por mandado del rey don Alonso el sabio (Kniha o šachové hře, hře v kostky a deskové hře) a jeho obsah je věnován také hře v kostky a dalším deskovým hrám jako jsou např. vrhcáby.
V dějinách šachu má Kniha her poměrně velký význam, protože přímo navazuje na arabský způsob hry a spojuje tak arabskou šachovou literaturu s evropskou. Rukopis obsahuje 150 barevných miniatur opírajících se o perské iluminace, výklad šachových pravidel a sbírku koncovek ovlivněných arabskými šachovými úlohami mansúbami. Kniha podává významné svědectví o přechodu od starých pravidel šatrandže k moderním šachovým. Zvětšila se například působnost a síla figury zvané aferza (dnešní dáma). V diagramu počátečního postavení, který je možno v této knize také najít, stojí již králové tak jako dnes na e1 a e8. Kromě toho ve svých dodatcích popisuje tento manuskript, uložený dnes v knihovně v Escorialu, některé obměny šachů, například šachy pro čtyři hráče, tj. čaturangu, astronomické šachy a šachy o deseti a dvanácti polích.

## Externí odfkazy
- A critical edition by Paolo Canettieri[nedostupný zdroj]
- http://games.rengeekcentral.com/ – anglicky
- https://web.archive.org/web/20071213220555/http://www.gamesmuseum.uwaterloo.ca/VirtualExhibits/Alfonso/index.html – anglicky
- http://www4.gvsu.edu/wrightd/Medieval/Spanish420/libro_de_los_juegos.htm – ukázky iluminací
- Siete problemas de ajedrez del Libro de los juegos. – španělsky